# Вулиця Туркменська (Львів)
Вулиця Туркменська́ — вулиця у Личаківському районі міста Львова, в місцевості Знесіння. Сполучає вулиці Новознесенську та Олійна, утворюючи перехрестя з вулицею Височана.

## Історія
Після входження селища до меж міста 11 квітня 1930 року, вулиці колишнього села були перейменовані або ж новоутвореним вулицям надавалися певні назви. Так, у 1930 році вулиця отримала назву Міцкевича, на честь польського поета, письменника, діяча польського національно-визвольного руху Адама Міцкевича. 1934 року перейменована на Цюхцінськєго, на честь галицького громадського діяча, президента Львова у 1907-1911 роках Станіслава Цюхцінського. У липні 1944 року уточнена на Цюхцінського і вже 1946 року перейменована на вулицю Туркменську, на згадку про Туркменську РСР (нинішній Туркменістан).

## Забудова
Забудова вулиці Туркменської — одно- і двоповерховий конструктивізм 1930-х, двоповерхова барачна 1950-х років, нові індивідуальні забудови. 
В одноповерховій будівлі під № 23, спорудженій у середині 1950-х років, міститься заклад дошкільної освіти (ясла-садок) № 71. 